# 88-й армейский корпус (вермахт)
88-й армейский корпус (нем. LXXXVIII. Armeekorps), сформирован 8 июня 1942 года.

## Боевой путь
С июня 1942 года — дислоцировался в Нидерландах.
В конце 1944 года — начале 1945 — бои в Нидерландах против британских войск.

## Состав корпуса
В сентябре 1944:
- 85-я пехотная дивизия
- 719-я пехотная дивизия
- 6-я парашютная дивизия

В марте 1945:
- 331-я пехотная дивизия
- 2-я парашютная дивизия

## Командующие корпусом
- С 8 июня 1942 — генерал пехоты Ханс-Вольфганг Райнхард
- С 22 декабря 1944 — генерал пехоты Феликс Швальбе